# دانکن دانبار

{{Infobox ship characteristics
دانکن دانبار (به انگلیسی: Duncan Dunbar) یک کشتی بود که طول آن ۲۶۰ فوت (۷۹ متر) Length overall بود. این کشتی در سال ۱۸۵۷ (میلادی)|۱۸۵۷]] ساخته شد.